# Altenpleen
Altenpleen est une municipalité allemande du land de Mecklembourg-Poméranie-Occidentale et l'arrondissement de Poméranie-Occidentale-Rügen.

## Personnalités liées à la ville
- Carl Anders (1893-1972), général né à Günz.
- Walter Krüger (1930-2018), athlète né à Altenpleen.